# Roßkamp
Roßkamp, teils auch als Roßkamper Höhe bezeichnet, ist eine Ortslage im Westen der bergischen Großstadt Wuppertal.

## Lage und Beschreibung
Die Ortslage liegt auf einer Höhe von 273 m ü. NHN an der Kreuzung zwischen der Ehrenhainstraße und der Roßkamper Straße im Wohnquartier Höhe im Stadtbezirk Vohwinkel. Benachbarte Ortslagen sind Freudenberg, Engelshöhe, Schieten, Halbenberg, Oberbracken, Bies, Nockershäuschen, Dasnöckel und Kluse sowie Piepersberg, Steinbeck und Grünewald in Solingen.
Roßkamp liegt auf der Höhenlage, an denen sich zwei Altstraßen, einer alten Kohlenstraße der sogenannten Werdensche Kohlenstraße, die heute Ehrenhainstraße und die Roßkamper Straße die auf der Wasserscheide verläuft. Roßkamp hatte seinen Gutsnamen wahrscheinlich von einem Flurnamen übernommen. Wobei ‚Kamp‘ mit einem Feld gleichzusetzen ist, als Pferdewiese oder Pferdekoppel.

## Geschichte
Auf der Topographia Ducatus Montani des Erich Philipp Ploennies von 1715 sind beide Verläufe der Altstraßen verzeichnet, Roßkamp ist nicht namentlich genannt. Erstmals erscheint Roßkamp, das ein Abspliss mit sechs Hektar von Auf der Schieten ist, auf der Stamm'schen Karte von 1768.
Die Ortslage ist auf der Topographischen Aufnahme der Rheinlande von 1824 als ‚Roskamp‘ verzeichnet. Auf der Karte von 1843 als ‚Rosskamp‘ und ab 1907 als ‚Roßkamp‘ beschriftet.
Roßkamp gehörte zur 1867 von Haan getrennten Bürgermeisterei Sonnborn, die 1888 unter Gebietsverlusten an Elberfeld in die Gemeinde Vohwinkel überging.
Im Gemeindelexikon für die Provinz Rheinland von 1888 werden drei Wohnhäuser mit 13 Einwohnern angegeben.
Die Straße Roßkamper Straße erhielt ihren Namen 1935.
Die historischen Fachwerkbauten Roßkamper Straße 126, ein beliebtes Ausflugslokal um die Jahrhundertwende, wurden im Juli 2011 niedergelegt. Zuletzt wurde es als chinesisches Restaurant betrieben, bis es einige Jahre leer stand.